# Бане Рабе
Бане Рабе (нім. Bahne Rabe, 7 серпня 1963 — 5 серпня 2001) — німецький академічний веслувальник.
Олімпійський чемпіон 1988 року в складі вісімки, бронзовий призер 1992 року в складі вісімки.
Чемпіон світу 1991 року в складі розпашної четвірки зі стерновим.